# Zinaida Krugłowa
Zinaida Michajłowna Krugłowa (ros. Зинаида Михайловна Круглова, ur. 26 października 1923 w Leningradzie, zm. 1995) – radziecka działaczka państwowa i partyjna.

## Życiorys
W latach 1942–1945 służyła w Armii Czerwonej, brała udział w wojnie z Niemcami, od 1944 w WKP(b), 1951 ukończyła Leningradzki Instytut Budowy Urządzeń Lotniczych. W latach 1951–1954 pracowała jako wykładowca, od 1954 funkcjonariuszka partyjna w Leningradzie, 1963-1968 sekretarz Komitetu Miejskiego KPZRw Leningradzie, 1968-1974 sekretarz Komitetu Obwodowego KPZR w Leningradzie. W latach 1974–1975 wiceminister kultury ZSRR, 1975-1987 przewodnicząca Prezydium Związku Radzieckich Stowarzyszeń Przyjaźni i Kontaktów Kulturalnych z Zagranicą, od 1987 na emeryturze. W latach 1966–1976 członek Centralnej Komisji Rewizyjnej KPZR, 1976-1989 członek KC KPZR. Deputowana do Rady Najwyższej ZSRR od 9 do 11 kadencji.